# Massimo d'Azeglio

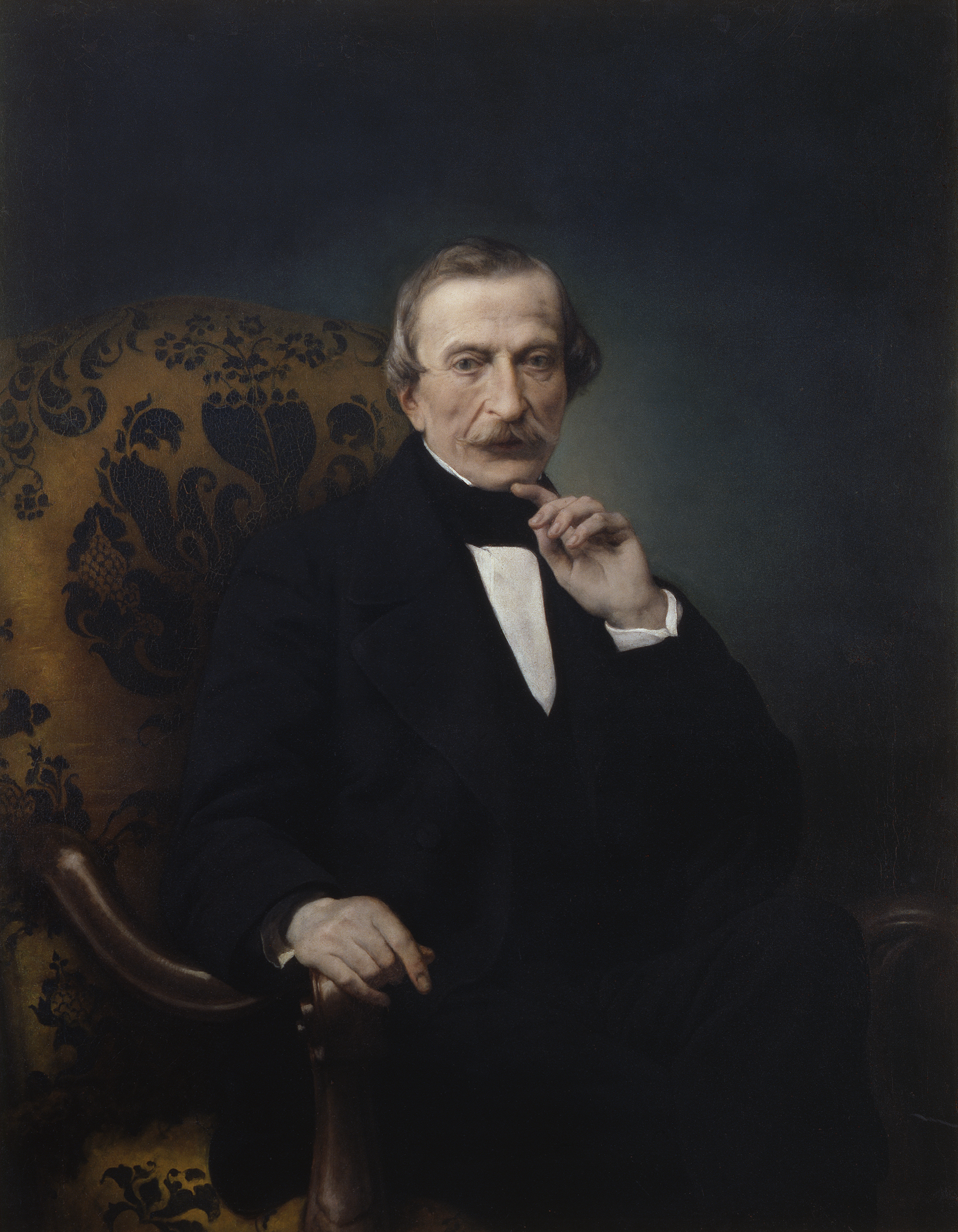
Massimo d'Azeglio

Massimo Taparelli, marquis d'Azeglio (n. 24 octombrie 1798 - d. 15 ianuarie 1866) a fost un om politic, scriitor și pictor italian.
A susținut ideea creării statului național unitar italian în jurul monarhiei  și a preconizat rolul conducător al Piemontului.
În romanele istorice Ettore Fieramosca (1833) și Niccolò de' Lapi (1841) și în memoriile sale este susținută ideea eliberării naționale.
Ca pictor, tema sa predilectă au constituit-o peisajele.
1. 1 2  Massimo Taparelli d\\' Azeglio (în engleză), RKDartists
2. 1 2  Massimo Azeglio, Brockhaus Enzyklopädie, accesat în 9 octombrie 2017
3. 1 2  Massimo Taparelli Azeglio (în engleză), Benezit Dictionary of Artists
4. 1 2  Massimo Taparelli marchese dAzeglio, Encyclopædia Britannica Online, accesat în 9 octombrie 2017
5. 1 2 3 4 5 6 7  Dizionario Biografico degli Italiani, accesat în 5 iunie 2021
6. 1 2  Czech National Authority Database, accesat în 23 noiembrie 2019
7. ↑  Autoritatea BnF, accesat în 10 octombrie 2015
8. ↑  CONOR.SI[*] Verificați valoarea |titlelink= (ajutor)
9. 1 2 3 4  storia.camera.it, accesat în 8 mai 2019